# マイケル・ヴァルカニス
マイケル・ヴァルカニス（Michael Valkanis, 1974年8月23日 - ）は、オーストラリア・メルボルン出身の元同国代表サッカー選手、現サッカー指導者。現役時代のポジションはDF（センターバック）。

## 経歴
国外では、ギリシャのイラクリス・テッサロニキFC、AEL 1964、アイオス・ニコラオスFCでプレー。特にAEL 1964では5シーズンで102試合に出場した。また、Aリーグの前身NSLではサウス・メルボルンFC、アデレード・シティFC、アデレード・ユナイテッドFCでプレーし、110試合4得点を記録した。
2007年半ば、クラブからアンジェロ・コスタンツォ（ロス・アロイージ退団後の暫定主将）に代わりキャプテンに任命された。
2008年12月、2008-09シーズン終了を以て現役引退する意向を発表した。2009年1月9日、ニューカッスル・ユナイテッド・ジェッツFC相手に功労試合が行われた。この試合は2-0でアデレードが勝利し、後半にダニエル・マレンに代えられるまでプレーした。

## 代表歴
2006年8月16日、シドニー・フットボール・スタジアムで行われたAFCアジアカップ2007 (予選)のクウェート戦で、アデレード・ユナイテッドの同僚トラヴィス・ドッドと共にオーストラリア代表デビュー。31歳での代表初出場であった。

## 指導歴
古巣アデレード・ユナイテッドFCで指導者としての経験を積む。2018年5月8日、PECズヴォレのアシスタントコーチを退任するドワイト・ローデヴェーヘスの後任として1年契約を締結した。メルボルン・シティFC時代と同じくヨン・ファント・シップの下、自身初の国外での指導となる。
2025年5月7日、ブリスベン・ロアーFC監督に就任。

## 人物
ギリシャ人の家系に生まれた。

## タイトル

### クラブ
アデレード・ユナイテッド
- Aリーグ : 2005-06

### 個人
- アデレード・ユナイテッド年間最優秀選手 : 2005-06